# Andrei Kovalciuk
Andrei Nikolaevici Kovalciuk (în rusă Андрей Николаевич Ковальчук; n. 7 septembrie 1959, Moscova, RSFS Rusă, URSS) este un sculptor rus. A obținut titlul de Artist al Poporului al Federației Ruse (acordat în 2003) și este câștigătorul  Premiului Primăriei din Moscova pentru Literatură și Artă (1999) și al Premiului pentru Cultură al Guvernului Federației Ruse (2005).

## Lucrări principale
- Monumentul Victimelor tragediei de la Cernobîl , Moscova, 1993
- Monumentul Amiralului Fiodor Ușakov, Moscova, 1998
- Monumentul lui Aleksandr Pușkin, Nur-Sultan (azi Astana), Kazahstan, 1999
- Monumentul lui  Serghei Rahmaninov, Moscova, 1999 (în colaborare cu sculptorul Oleg Komov
- Piatra de mormânt lui Mahmud Esambaiev, Moscova, 2001
- Monumentul ostașilor rutieri, șoseaua Moscova-Minsk, 2002
- Monumentul lui Fiodor Tiutcev, Briansk, 2003
- Monumentul familiei Gumiliov: Nikolai Gumiliov, Lev Gumiliov and Anna Ahmatova), Bejețk, 2003
- Monumentul lui Fiodor Tiutcev, München, Germania, 2003
- Monumentut lui Alexei Ivanov, Bejețk, 2004
- Monumentul Sfântului Sava din Storoji și al Cneazului Iuri de Zvenigorod, Zvenigorod, 2005
- Monumentul primarului Ivan Miliutin, Cerepoveț, 2005
- Monumentul primului voievod de Ioșkar-Ola Ivan Nogotkov-Obolensky, Ioșkar-Ola, i2007
- Monumentul lui etru cel Mare, Astrahan, 2007
- Monumentul lui Aleksandr Pușkin and al Nataliei Goncearova, Hantî-Mansiisk 2007
- Monumentul piloților Regimentului Normandie-Niemen, Moscova, 2007
- Monumentul Marelui cneaz Mihail Iaroslavovici de Tver, Tver, 2008
- Monumentul ieromartirului Leonid, Episcop de Mari El din Ioșkar-Ola, 2008
- Monumentul lui Aleksandr Zinoviev, Kostroma, 2009
- Monumentul de comemorare a 1000 ani de la crearea orașului Iaroslavl, 2010
- Memorialul „Eram toți împreună în lupta împotriva rasismului”, Moscova, 2010
- Monumentul lui Alexei al II-lea, patriarhul Moscovei și al întregii Rusii, Ioșkar-Ola, 2010
- Monumentul lui Hrisanf Loparev, Hantî-Mansiisk, 2010
- Portretul sculptural al creatorului de modă francez Pierre Cardin, de pe Bulevardul Champs-Élysées, Paris, Franța, 2011
- Monumentul împărătesei Maria Alexandrovna, Mariehamn, Finlanda, 2011
- Compoziția sSculpturală "Noii căsătoriți" (protip: - nunta lui Grace Kelly and principele Rainier de Monaco), Ioșkar-Ola, 2012
- Monumentul împăratului Alexandru I I și al prințului moșltenitor  Carl Johan al Suedier (dedicat întâlnirii istorice din august 1812), Turku, Finlanda, 2012
- Compoziția sculpturală Lorenzo de' Medici, Ioșkar-Ola 2012[1]]
- Monumentul lui Rembrandt, Ioșkar-Ola, 2013
- Monumentul lui  Mustai Karim, Ufa, 2013[2]
- Monumentul Eroilor din Primul Război Mondial, Moscova, 2014
- Monumentul lui Chiril și Metodiu, Ioșkar-Ola, 2014
- Monumentul lui Pitirim Sorokin Sîktîvkar, 2014
- Monumentul lui împăratului Nicolae II, Belgrad, Serbia, 2014
- Monumentul lui Alexandr Stepanov primul guvernator al guberniei Enisei, Krasnoiarsk, 2016 (în colaborare Aleksandr Mironov)[3]
- Monumentul lui Pavel Fitin, Moscova, 2017
- Placa memorială a lui Mustai Karim pe clădirea Universității de Stat Bașchire, Ufa, 2017[4]
- Monumentul împăratului Alexandru III, Livadia, 2017
- Monumentul lui Aleksandr Soljenițîn; Moscova, 2018
- Monumentul lui Șaihzada Babici, Ufa, 2019
- Monumentul de comemorare a studenților și profesorilor victiime ale masacrului de la Institutul Politehnic din Kerci, Kerci, 2021[5]
- Monumentul Reconcilierii, Sevastopol, 2021
- Monumentul lui Andrei Dementiev, Tver, 2021[6]